# Rozhledna na hoře Všech svatých
Rozhledna na hoře Všech svatých (německý název Moltketurm, polský název Wieża widokowa na Górze Wszystkich Świętych) se nachází na stejnojmenné hoře u Nowe Rudy v okrese Kladsko, ve Vladzické vrchovině (polský název Wzgórza Włodzickie), jejíž nejvyšší vrchol sahá do výše 648 m n. m. Obdobná vyhlídková věž se také nachází na hoře svaté Anny (polský název Góra Świętej Anny) 647 m n. m., v sousedství Nowe Rudy.Tato věž byla v minulosti veřejnosti nepřístupná, neboť byla využita pro televizní převaděč.

## Historie
Stávající rozhledně předcházela dřevěná věž o výšce 2,8 m, která zde stála od roku 1889, neboť se jednalo o velice oblíbené místo turistů. Dne 12. června roku 1913 byl položen základní kámen pro výstavbu nové věže.
Stavba byla dokončena v témže roce. Kruhová věž vysoká 15 metrů  byla postavena z místního pískovce s charakteristickou červenou barvou (polský název piaskowiec budowlany). Ve své době nesla věž jméno německého polního maršála Helmutha Karla Bernharda von Moltke (německý název Moltketurm), jehož rodina poskytla finanční podporu na výstavbu věže. Reliéf jeho podobizny je umístěn nad vchodem do věže.
V 80. letech 20. století začala věž pomalu chátrat, zhroutil se balkón i schody. Později byla věž částečně zrekonstruována. Nedaleko věže se dříve nacházela i horská chata pojmenovaná „Lucasbaude“. I dnes jsou na místě patrné zbytky základů této chaty.
V roce 2011 byla dokončena kompletní rekonstrukce věže.

## Přístup a rozhled
Na vrchol hory vede několik turistických stezek.
Po červené turistické značce se lze na vrchol hory vydat z vesnic Vambeřice, Ścinawka Średnia, odtud lze pak pokračovat ke Stříbrné hoře (polský název Srebrna Góra), kde se nachází jedna z největších horských pevností tohoto typu v Evropě.
Na vrchol hory se lze také dostat po zelené turistické značce a to z Nowé Rudy přes horu svaté Anny (polský název Góra Świętej Anny).
Z vrcholu věže je kruhový výhled na Javoří hory (polský název Góry Suche), Soví hory (polský název Góry Sowie), Bardské hory (polský název Góry Bardzkie), za dobré viditelnosti i na Sněžku a Krkonoše.

## Galerie

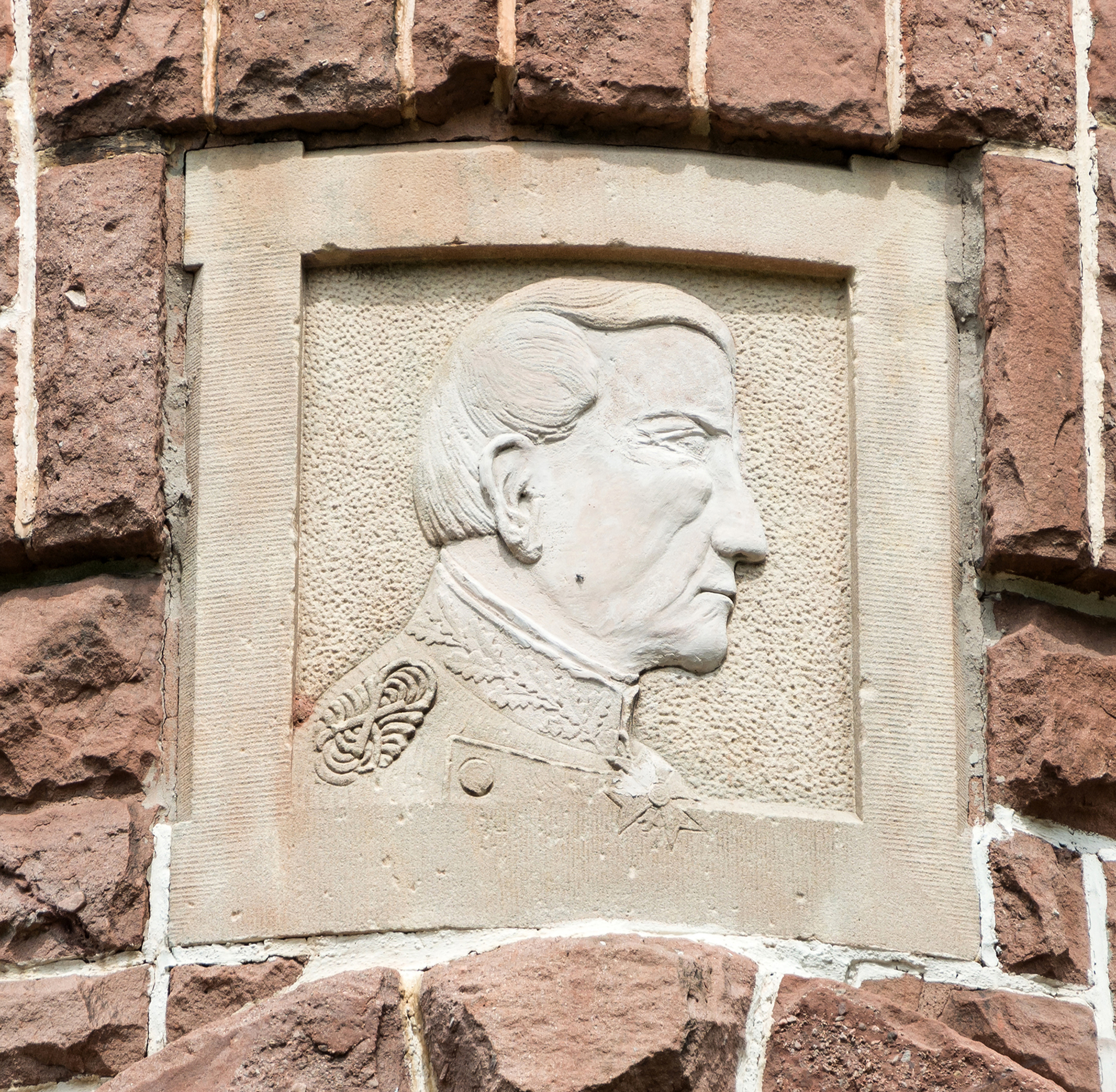
Reliéf podobizny Helmutha Karla Bernharda von Moltke nad vchodem do věže.
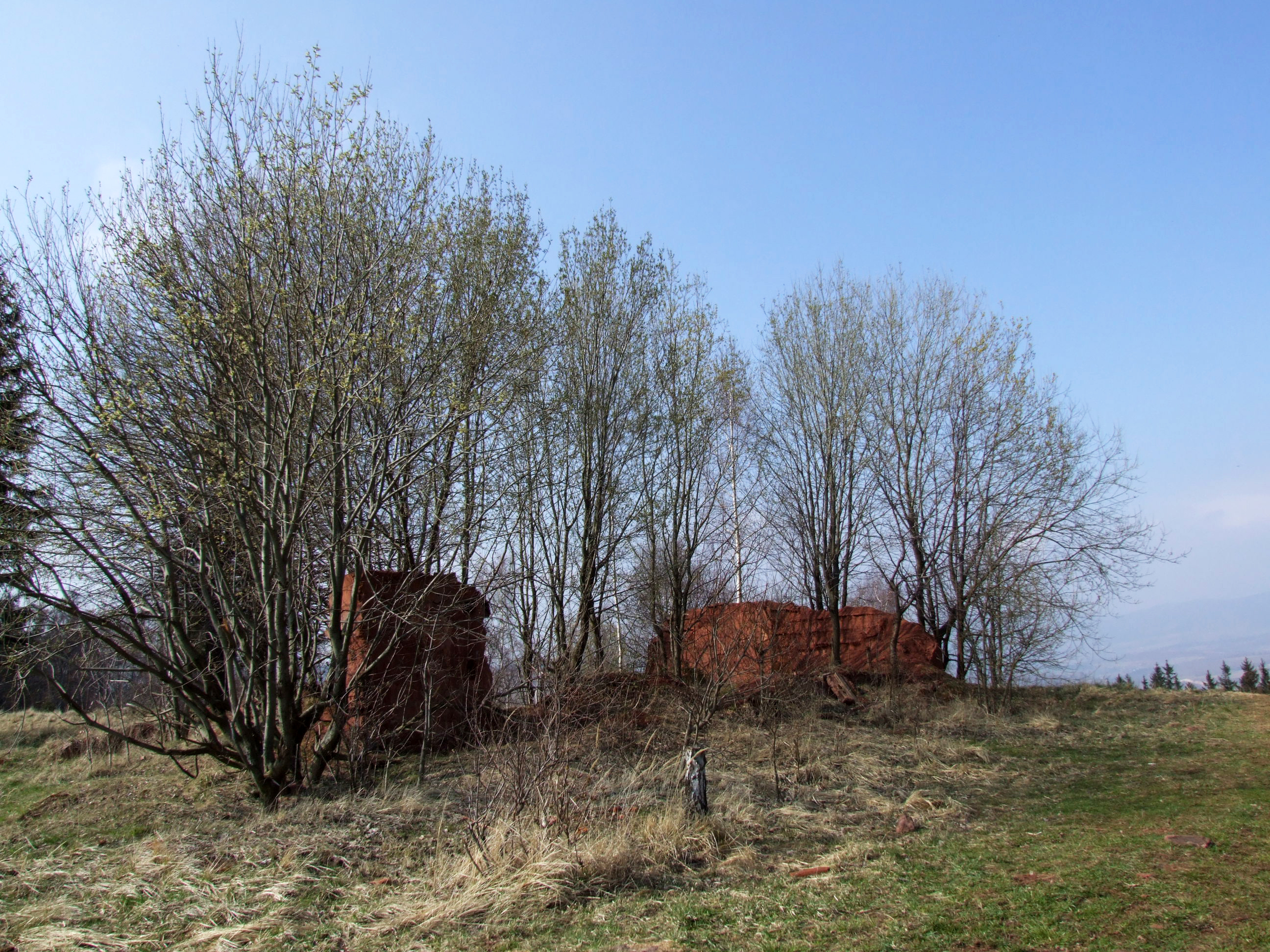
Zbytky základů horské chaty dříve pojmenované „Lucasbaude“.
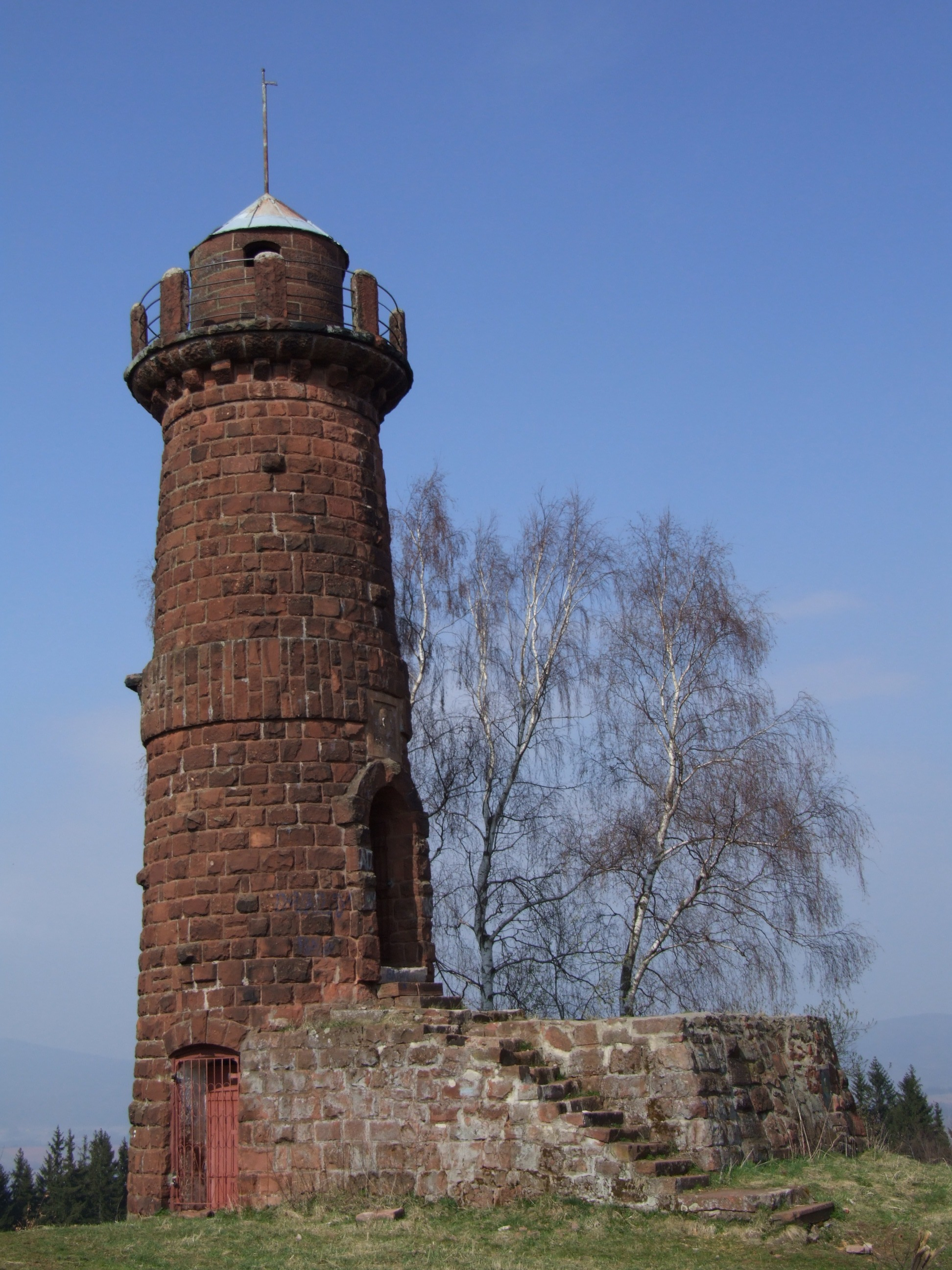
Pohled na rozhlednu v roce 2008 před rekonstrukcí.